# Orsett
Orsett är en by i distriktet Thurrock, i grevskapet Essex, i England. Orten har 1 328 invånare (2016). Orsett var en civil parish fram till 1936 när blev den en del av Thurrock. Civil parish hade 1 771 invånare år 1931. Byn nämndes i Domedagsboken (Domesday Book) år 1086, och kallades då Dorseda/Orseda.